# 克罗斯托洛河畔韦扎诺
克罗斯托洛河畔韦扎诺（義大利語：Vezzano sul Crostolo），是意大利雷焦艾米利亚省的一个市镇。总面积37平方公里，人口4294人，人口密度116.1人/平方公里（2009年）。ISTAT代码为035043。